# François Delloye
François Delloye (Elsene, 16 september 1888 - Schaarbeek, 14 november 1958) was een Belgische atleet, gespecialiseerd in de middellange en lange afstand, en het veldlopen. Hij nam tweemaal deel aan de Olympische Spelen, en veroverde op vier onderdelen veertien Belgische titels.

## Biografie

### Titels en records
Delloye veroverde tussen 1907 en 1913 zeven opeenvolgende Belgische titels in het veldlopen. Tussen 1909 en 1913 veroverde hij ook één titel op de 800 m, vier op de  1500 m en twee op de 5000 m.
Delloye verbeterde in 1911 met een tijd van 4.09,0 het Belgische record op de 1500 m van Antoine Matagne. Hij verbeterde het in twee stappen naar 4.07,0. In 1912 verbeterde hij tijdens het Belgische kampioenschap met een tijd van 1.57,8 het Belgische record op de 800 m van Gérard Delarge. Hij was ook de eerste Belgische recordhouder op de 10.000 m.
François Delloye nam op de 1500 m deel aan de Olympische Spelen van 1908 in Londen en de Olympische Spelen van 1912 in Stockholm. Hij werd beide malen uitgeschakeld in de reeksen: in 1908 finishte hij in zijn reeks als vijfde, in 1912 als zesde.

### Clubs
Delloye was aangesloten bij Athletic and Running Club Brussel en daarna bij Racing Club Brussel. Bij die club werd hij nadien trainer.

## Belgische kampioenschappen
| Onderdeel | Jaar                                     |
| --------- | ---------------------------------------- |
| 800 m     | 1912                                     |
| 1500 m    | 1909, 1911, 1912, 1913                   |
| 5000 m    | 1910, 1911                               |
| veldlopen | 1907, 1908, 1909, 1910, 1911, 1912, 1913 |

## Persoonlijke records
| Onderdeel | Prestatie      | Datum        | Plaats  |
| --------- | -------------- | ------------ | ------- |
| 800 m     | 1.57,8         | 30 juni 1912 | Brussel |
| 1500 m    | 4.07,0 (ex-NR) | 23 juli 1911 | Berlijn |

## Palmares

### 800 m
- 1912:  BK AC – 1.57,8
- 1913:  BK AC

### 1500 m
- 1907:  BK AC
- 1908:  BK AC
- 1908: 5e reeks OS in Londen
- 1909:  BK AC – 4.15,6
- 1910:  BK AC
- 1911:  BK AC – 4.20,0
- 1912:  BK AC – 4.21,6
- 1912: 6e reeks OS in Stockholm
- 1913:  BK AC – 4.18,4

### 5000 m
- 1910:  BK AC – 16.42,6
- 1911:  BK AC – 17.25,0

### veldlopen
- 1907:  BK AC
- 1908:  BK AC
- 1909:  BK AC
- 1910:  BK AC
- 1911:  BK AC
- 1912:  BK AC
- 1913:  BK AC